# Dolmen von Dobbin-Linstow
Der Dolmen von Dobbin-Linstow, liegt bei Glave bzw. Krakow am See, nördlich der Mecklenburgischen Seenplatte in Mecklenburg-Vorpommern. Das Großsteingrab vom Typ erweiterter Dolmen trägt die Sprockhoff-Nr. 381 und entstand zwischen 3500 und 2800 v. Chr. in der Jungsteinzeit als Megalithanlage der Trichterbecherkultur (TBK).
Von einem Hünenbett oder einem Rundhügel und dessen Randsteinen ist nichts erhalten. Bei dem 1972 ausgegrabenen  Dolmen handelt es sich um eine Nord-Süd- orientierte Megalithanlage, deren Decksteine (2) fehlen. Je zwei seitliche Tragsteine der Kammer und der südliche Schlussstein sind erhalten, während der eingerückte schmale Stein im Zugangsbereich und sämtliches Zwischenmauerwerk fehlt. Der Zugang befand sich, was sehr selten ist, im Norden. Die Kammer hatte einen kurzen Gang, mit zwei erhaltenen Tragsteinen, einem fehlenden Deckstein und drei Schwellensteinen. Nach den Grabbeigaben lässt sich eine Belegung im jüngeren Mittelneolithikum belegen.

Lage von Dobbin-Linstow